# Ministerium für religiöse Angelegenheiten (Tunesien)

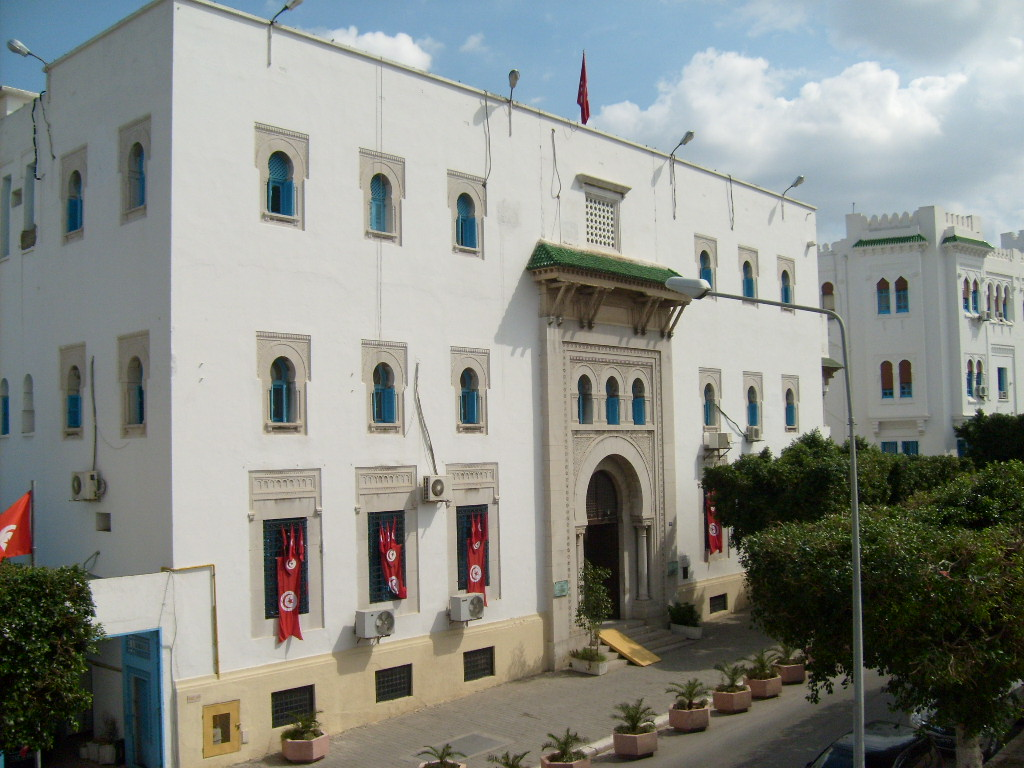
Hauptbüro des Ministeriums für religiöse Angelegenheiten

Das Ministerium für religiöse Angelegenheiten (französisch Ministére des affaires religieuses; englisch Ministry of Religious Affairs) Tunesiens ist ein für die religiöse Angelegenheiten des Landes zuständiges Ministerium. Sein Hauptbüro ist in Tunis in der Avenue Bab B'net la Kasba. Es besteht als Ministerium seit 1992. In jüngerer Zeit fand ein häufiger Ministerwechsel statt.
Nach der Entlassung von Abdeljalil Ben Salem wurde Ghazi Jeribi am 4. November 2016 zum Interimsminister für religiöse Angelegenheiten ernannt. Ghazi Jeribi war zuvor am 29. Januar 2014 zum Minister für Nationale Verteidigung in der Regierung Jomaa ernannt worden, am 20. August 2016 zum Justizminister in der Regierung Chahed.
Der entlassene Minister Abdeljalil Ben Salem hatte zuvor den Wahhabismus Saudi-Arabiens als historische Hauptursache für religiösen Extremismus und Terrorismus im Islam bezeichnet und zu einer Reform dieser islamischen Richtung aufgerufen.
Zu den früheren Ministern zählen Noureddine El Khademi und Mufti Othman Batikh.